# Reinhard Klooss
Reinhard Klooss (* 1954) ist ein deutscher Spielfilmproduzent, Autor und Regisseur.

## Leben
Zunächst arbeitete Reinhard Klooss nach seinem Studium der Literaturwissenschaften als Autor für Funk und Fernsehen. Dann kam er in den 1980er Jahren als Dramaturg zu Constantin Film. 1993 wurde er Geschäftsführer beim Bavaria Filmverleih, bei Bavaria Film war er zudem als Autor, Regisseur und Produzent tätig. 1995 wechselte er als Leiter zu Studio Babelsberg, kehrte jedoch 1997 zu Bavaria zurück. Als 1999 die Odeon Film AG gegründet wurde, um den ersten Asterix-Realfilm Asterix und Obelix gegen Caesar zu koproduzieren, wurde Klooss zum Leiter der Kinofilmsparte ernannt. Ab 2004 war er Geschäftsführer eines Tochterunternehmens der Bavaria Film, Bavaria Pictures. Von 2006 bis 2015 war er als Spielfilmproduzent bei der Constantin Film AG. 
2009 erhielt Klooss beim Trickfilmfestival Stuttgart gemeinsam mit Oliver Huzly den Deutschen Animationsdrehbuchpreis für den Animationsfilm Konferenz der Tiere. 2013 war Klooss neben Bill Plympton und Anand Gurnani Jurymitglied in der Kategorie AniMovie beim Trickfilmfestival Stuttgart.
Als (Ko-)Produzent verantwortete er Filme wie Asterix und Obelix gegen Caesar, Army Go Home!, Urmel aus dem Eis, Konferenz der Tiere, Wildfeuer, Go Trabi Go, Charlie & Louise, Comedian Harmonists und Leo und Claire.

## Filmografie

### Als Produzent
| - 1991: Go Trabi Go - 1991: Wildfeuer - 1992: Go Trabi Go 2 – Das war der wilde Osten - 1994: Voll normaaal - 1995: Und Tschüss! (Fernsehserie) - 1996: Abbuzze! Der Badesalz-Film - 1996: Und Tschüss! Auf Mallorca - 1997: Prinz Eisenherz - 1997: Ballermann 6 - 1997: Comedian Harmonists - 1999: Asterix und Obelix gegen Caesar - 1999: Tach Herr Dokter - Der Heinz Becker Film - 2001: Mortel transfert | - 2001: Honolulu - 2001: The Triumph of Love - 2001: Army Go Home! - 2001: Leo und Claire - 2003: Eierdiebe - 2004: Pura vida Ibiza - 2006: Urmel aus dem Eis - 2006: Der Tote aus Nordermoor - 2008: Urmel voll in Fahrt - 2010: Konferenz der Tiere - 2013: Tarzan |

| - 1991: Go Trabi Go - 1991: Wildfeuer - 1992: Go Trabi Go 2 – Das war der wilde Osten - 1994: Charlie & Louise – Das doppelte Lottchen - 2001: Leo und Claire - 2004: Pura vida Ibiza - 2006: Urmel aus dem Eis - 2008: Urmel voll in Fahrt - 2010: Nanga Parbat - 2010: Konferenz der Tiere - 2013: Tarzan | - 1992: Go Trabi Go 2 – Das war der wilde Osten - 2006: Urmel aus dem Eis - 2008: Urmel voll in Fahrt - 2010: Konferenz der Tiere - 2013: Tarzan |